# کاملیا جوردانا
کاملیا جوردانا آلیوآن (زاده ۱۵ سپتامبر ۱۹۹۲) خواننده پاپ فرانسوی است. او پس از شرکت در برنامه تلویزیونی نوول استار (نسخه فرانسوی پاپ آیدل) در سال ۲۰۰۹ که در آن مقام سوم را کسب کرد به شهرت رسید. از سال ۲۰۱۳ او در تعدادی از فیلم‌های فرانسوی در نقش‌های اصلی ظاهر شده است.

## زندگی و حرفه
جوردانا در ۱۵ سپتامبر ۱۹۹۲ در تولون، از والدینی فرانسوی با اصالت الجزایری متولد شد. پدرش هاشمی از تبار بربر و مادرش زلیخا از اعراب وهران بود.    او در لا لند-له-مورس  به همراه خواهر بزرگتر و برادر کوچکترش بزرگ شد.
در شانزده سالگی تصمیم گرفت برای فصل هفتم برنامه نوول استار در مارسی تست بازیگری بدهد و با اجرایش از آهنگ «چه دنیای شگفتی» اثر لویی آرمسترانگ، هیئت داوران را متقاعد کرد. او در جایگاه سوم قرار گرفت. پس از حذف شدنش، قراردادی با سونی میوزیک امضا کرد و اولین آلبوم خود را با نام خودش در ۲۹ مارس ۲۰۱۰ منتشر کرد. این آلبوم در هفته اول انتشار خود ۱۰٬۱۶۹ نسخه فروخت و توانست در رتبه نهم جدول آلبوم‌های SNEP فرانسه قرار گیرد.
اگرچه اولین تک‌آهنگ جوردانا با نام «Non Non Non (اکوتر باربارا)» فقط به صورت دانلودی در فرانسه منتشر شد، اما در جدول دیجیتال فرانسه به رتبه ۳ رسید. همچنین در بلژیک رتبه ۳ و در سوئیس رتبه ۴۸ را کسب کرد.
او در جشنواره فیلم کن ۲۰۲۱ عضو هیئت داوران بخش «هفته نقد» بود. 

## جنجال ها
جوردانا در ژوئن ۲۰۲۴ طوماری خطاب به امانوئل مکرون رئیس جمهور فرانسه امضا کرد که در آن از فرانسه خواسته شده بود تا رسماً کشور فلسطین را به رسمیت بشناسد.
او برای معرفی آلبوم دوگانه جدیدش، آسان x شکننده، به نوول اوبزرواتور گفت که «مردان سفیدپوست» در ناخودآگاه جمعی مسئول تمام شرارت‌های زمین هستند. اتحادیه بین‌المللی علیه نژادپرستی و یهودستیزی این اعلامیه را محکوم کرد.